# Ledenice (Kotor)
Pour les articles homonymes, voir Ledenice.
Ledenice (en serbe cyrillique : Леденице) est un village du sud-ouest du Monténégro, dans la municipalité de Kotor.

## Démographie

### Évolution historique de la population
| 1948 | 1953 | 1961 | 1971 | 1981 | 1991 | 2003 |
| ---- | ---- | ---- | ---- | ---- | ---- | ---- |
| 176  | 195  | 153  | 128  | 76   | 45   | 32   |